# 運動星団
運動星団（うんどうせいだん、英: moving group）は、星団の一種で、同じ分子雲からほぼ同時期に形成された恒星の集団である。
空間的なまとまりを持った集団としては観測されず、固有運動、年齢、化学組成の共通性から、初めて共通の起源を持つ恒星の集団として認知される場合、この呼称が用いられる。
現在では広く知られているように、銀河円盤で形成される種族Iの恒星のほとんどは、分子雲の中で形成される。同時期に形成されたこれらの恒星は、通常数十から数千の恒星で構成される散開星団を形成するが、これらの星団は時間の経過とともに徐々に分解していく。星団のコアから分離した恒星の集団は、その星団のアソシエーション（stellar association ； 訳語で星群落とも言う）と呼ばれる。この星団の残滓が、ある程度まとまりを持った集団として、銀河の中をそれに属さない恒星と混じり合った状態で運動している場合が運動星団である。運動星団は、HR 1614運動星団のように20億歳と古い場合も、かじき座AB星（AB Doradus）運動星団のように、わずか5000万歳と若い場合もある。
運動星団に属する恒星は、同じガス雲の中の近い領域でほぼ同時期に形成されたので、後で潮汐力により離れ離れにされたとしても、ほぼ同じ年齢、金属量、および運動（視線速度と固有運動）といった共通する特性を持つ。天文学者たちはこれらの特性から、ある恒星が運動星団かそのアソシエーションに属するか否かを決定できる。
運動星団という概念は、1960年代にオリン・エッゲンによって最初に導入された。
最も近い、若い運動星団のリストが López-Santiago 他によってまとめられている。最も近い運動星団は、おおぐま座運動星団であり、赤緯60°の北斗七星のほとんどの構成星から、赤緯-65°のみなみのさんかく座の構成星（これらはアソシエーションに属する）までも含んでいる。

## 参考資料
1. ↑  Johnston, Kathryn V. (1995). “Fossil Signatures of Ancient Accretion Events in the Halo”. Bulletin of the American Astronomical Society 27:  1370 2008年8月10日閲覧。.
2. ↑  Eggen, O.J. Moving Groups of Stars. Galactic structure, ed. Adriaan Blaauw and Maarten Schmidt. University of Chicago Press, Chicago,  p.111 (1965). (ADS entry )
3. ↑  López-Santiago, J; Montes, D; Crespo-Chacón, I; Fernández-Figueroa, MJ (2006). The Astrophysical Journal 643 (2):  1160-1165. (ADS entry)